# Лангрео (футбольный клуб)
«Лангрео» (исп. UP Langreo) — испанский футбольный клуб из одноимённого города, в провинции и автономном сообществе Астурия. Клуб основан в 1961 году путём слияния клубов «Ла Фелгуэра» и «Лангрео», домашние матчи проводит на стадионе «Гансабаль», вмещающем 4 024 зрителей. В Примере команда никогда не выступала, лучшим результатом является 10-е место в Сегунде в сезоне 1967/68.

## Статистика сезонов
- Сегунда — 8 сезона
- Сегунда B — 19 сезонов
- Терсера — 33 сезон

## Достижения
- Терсера
  - Победитель (5): 1961/62, 1969/70, 1981/82, 1985/86, 2001/02

## Известные игроки и воспитанники
- Кили
- Хуан Карлос Альварес
- Давид Вилья
- Пакито
- Мичу

## Известные тренеры
- Висенте Мьера